# Masio
Masio is een gemeente in de Italiaanse provincie Alessandria (regio Piëmont) en telt 1488 inwoners (31-12-2004). De oppervlakte bedraagt 22,3 km², de bevolkingsdichtheid is 67 inwoners per km².
De volgende frazioni maken deel uit van de gemeente: Abazia.

## Demografie
Masio telt ongeveer 697 huishoudens. Het aantal inwoners daalde in de periode 1991-2001 met 7,2% volgens cijfers uit de tienjaarlijkse volkstellingen van ISTAT.
| Jaar | Inwoneraantal |
| ---- | ------------- |
| 1991 | 1552          |
| 2001 | 1440          |

## Geografie
De gemeente ligt op ongeveer 142 m boven zeeniveau.
Masio grenst aan de volgende gemeenten: Cerro Tanaro (AT), Cortiglione (AT), Felizzano, Incisa Scapaccino (AT), Oviglio, Quattordio, Rocchetta Tanaro (AT).